# Hank Marvin
Hank Marvin (Newcastle upon Tyne, 1941. október 28. –) angol gitáros, (és bendzsós, basszusgitáros, zongorista, énekes, szövegíró).

## Pályakép
Gyermeként zongorázott és bendzsózott. Ekkor főleg B. B. King, és Buddy Holly bűvölték el. Ezeknek a hírességeknek hatására nyúlt elektromos gitárhoz. 16 éves korában Londonba költözött, és a Sohoban bekerült Cliff Richard zenekarába. Felvette a Hank Marvin nevet. Az akkor még The Drifters nevű zenekar játszott Cliff Richard mögött. A Drifters-t Jet Harris javaslatára átnevezték The Shadows-ra.
Hank Marvin hozta létre a Shadows közismertté és szeretetté vált jellegzetes hangzását. Számos nagy gitáros tekintette mesterének.

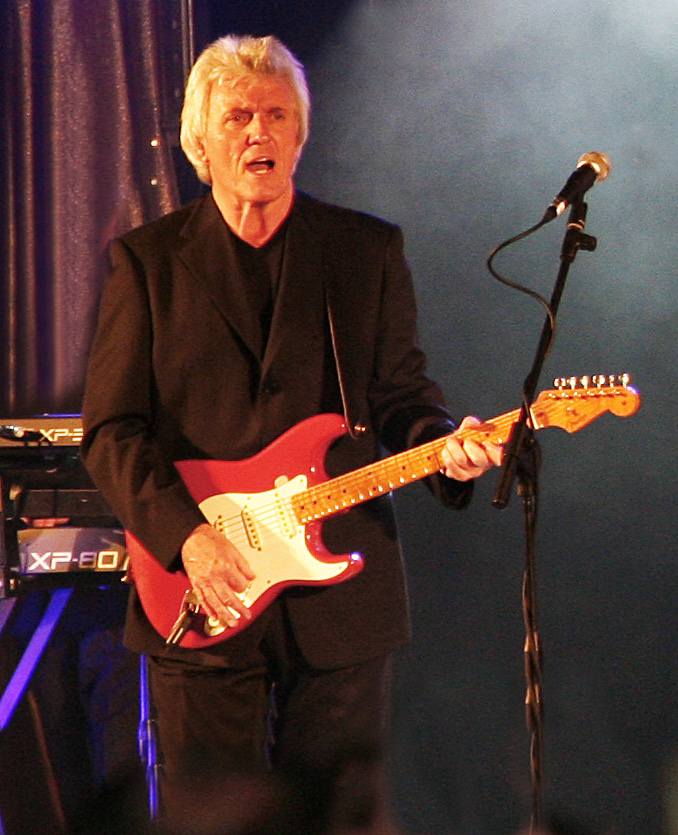
Bruce Welch, 2007

Cliff and the Shadows
Hank Marvin (szólógitár)
Bruce Welch (ritmusgitár)
Jet Harris (basszusgitár)
Tony Meehan (dob)

## Lemezei
- 1969 Would You Believe It
- 1969 Hank Marvin
- 1977 Guitar Syndicate
- 1982 Words and Music
- 1992 Into the Light
- 1983 All Alone With Friends
- 1993 Heartbeat
- 1995 Handpicked
- 1997 Hank Plays Live
- 1997 Hank Marvin and the Shadows Play the Music of Andrew Lloyd Webber and Tim Rice
- 1998 Another Side of Hank Marvin
- 2002 Guitar Player
- 2007 Guitar Man
- 2017 Without a Word

- Django's Castle; Hank; The Collection